# Óscar Medelius
Óscar Eliseo Medelius Rodríguez (Callao, 9 de marzo de 1955-Lima, 10 de febrero de 2025) fue  un abogado, notario y político peruano. Fue congresista de la república en el periodo 1995-2000 y regidor del Callao desde 1994 hasta 1995. También se desempeñó como presidente del Club Sport Boys en 1995. Asimismo, fue protagonista de uno de los denominados «vladivideos» y condenado por falsificación de firmas luego de haber sido extraditado de Estados Unidos. Militante del partido Antauro desde 2024, fue asesinado por dos sicarios en moto en Carabayllo.

## Biografía
Nació en la provincia constitucional del Callao, el 9 de marzo de 1955.
Realizó sus estudios primarios y secundarios en el Colegio San José Maristas y se recibió de abogado en la Pontificia Universidad Católica del Perú. Obtuvo una maestría en Administración en la Escuela Superior de Administración de Negocios (ESAN).
Hizo carrera como notario público. Integró la Junta Calificadora y Disciplinaria del Regatas Unión Callao y presidió el Club Sport Boys en 1995.
Fue miembro del Rotary Club de esa localidad.

### Carrera política
Se inició en la política cuando fue elegido en las elecciones municipales de 1993 como regidor del Municipio del Callao por el Movimiento Independiente Porteño para el lapso 1993-1995.
Posteriormente, se afilió al partido Antauro en julio del 2024, siendo parte del círculo íntimo de Antauro Humala.

#### Congresista
Para las elecciones parlamentarias de 1995, se apuntó como candidato al Congreso de la República por la lista de Cambio 90-Nueva Mayoría y resultó elegido, con 11,507 votos, para el periodo parlamentario 1995-2000.
En el parlamento ejerció como presidente de la Comisión de Justicia.
Al culminar su gestión, intentó ser reelegido en las elecciones parlamentarias del 2000 por la alianza fujimorista Perú 2000, sin embargo, no resultó reelegido con tan solo 20 votos. 

## Asesinato
El 10 de febrero de 2025, mientras iba en un auto, fue asesinado de veinte balazos por sicarios que iban en moto en el distrito limeño de Carabayllo. En el ataque, falleció su acompañante, Juan Miguel Huidobro García, y quedó herida Lourdes Fernández Fernández, siendo esta última hospitalizada. Según mencionó Juan José Santiváñez, ministro del interior, el móvil del asesinato podría haber sido un ajuste de cuentas.

## Controversias

### Caso Firmas Falsas
Óscar Medelius fue acusado de participar en la falsificación de firmas que tuvo como objetivo lograr la inscripción del Movimiento Independiente "Perú 2000", la alianza electoral con la que Alberto Fujimori buscaba su segunda reelección a la presidencia de la república.
Estuvo prófugo de la justicia desde 2001 hasta que en 2008, fue extraditado de Estados Unidos a Lima.
La Primera Sala Penal Transitoria de la Corte Suprema ratificó su condena de ocho años de cárcel por asociación ilícita para delinquir y cómplice de peculado en agravio del Estado. Se fijó una reparación civil de cinco millones de soles, que hasta la actualidad no ha cancelado, y se le inhabilitó tres años del ejercicio de la función pública.

### Vladivideo
Medelius también cuenta con un Vladivideo en donde se le aprecia reuniéndose con Vladimiro Montesinos en la sala del Servicio de Inteligencia Nacional (SIN). En el video se ve a Medelius recibiendo dinero de Montesinos a cambio de frustrar el referéndum que buscaba frenar la segunda reelección de Alberto Fujimori.

### Reunión con Martín Vizcarra
El 9 de abril del 2018, mientras Martín Vizcarra era presidente de la República, Medelius fue captado visitándolo para una "reunión de trabajo" que duró más de una hora. César Villanueva, entonces premier, declaró que la visita de Medelius duró 15 minutos tomando Medelius el rol del asesor legal del ciudadano Lin Yun Yo, con quien, según Villanueva, Vizcarra tuvo realmente la reunión.